# 车往镇
车往镇，是中华人民共和国河北省邯郸市魏县下辖的一个乡镇级行政单位。

## 行政区划
车往镇下辖以下地区：
车往东村、车往西村、魏东村、黄甘固村、魏西村、北仓口村、保定庄村、西仓口村、郭小屯村、霍小屯村、东上村、栗庄村、王小屯村、前仓口村、南上村东村、郝村南村、大仓口村、郝村东村、东仓口村、杨甘固村、郝村中村、小营村、秦庄村、南上村西村、口头村和郝村北村。